# خورشیدگرفتگی ۴ دسامبر ۲۰۲۱
خورشیدگرفتگی ۴ دسامبر ۲۰۲۱ (به انگلیسی: Solar eclipse of December 4, 2021) یک خورشیدگرفتگی از نوع خورشیدگرفتگی کامل است. این خورشیدگرفتگی در تاریخ ۴ دسامبر ۲۰۲۱ میلادی (‎۱۳ آذر ۱۴۰۰ خورشیدی) روی داد که زمان اوج آن، ساعت ۷:۳۴:۳۸ به‌وقت ساعت هماهنگ جهانی است. مدت زمان و طول این خورشیدگرفتگی ۱ دقیقه و ۵۴ ثانیه بود.

## تصویر
تصویر متحرک